# کاستلفرانچی
کاستلفرانچی (به ایتالیایی: Castelfranci) یک کومونه در ایتالیا است که در استان آولینو واقع شده‌است.

## خصوصیات
کاستلفرانچی ۱۱٫۸۳ کیلومترمربع مساحت و ۲٬۱۶۵ نفر جمعیت دارد و ۴۵۰ متر بالاتر از سطح دریا واقع شده‌است.